# Дизање тегова
Дизање тегова (енгл. weightlifting) је олимпијски спорт у коме такмичар снагом својих мишића диже увис велику тежину смјештену на челичне шипке, за шта је потребна физичка снага, концентрација, искуство, моћ воље, кондиција, техника, све у свему ментална и физичка снага. Израз „дизање тегова“ се обично односи на само тренирање за такмичење; у процесу тренинга се јачају главне мишићне групе потребне за такмичење, стиче кондиција и припрема срце за велики напор. Због таквих резултата и многи други спортисти у свој тренинг укључују сличне вежбе. Међутим, ако се неисправно раде, ове вежбе могу довести до тешких поремећаја физичког здравља, па је потребан искусан тренер и опрезно и постепено вежбање.
Техника је најбитнији аспекат дизања тегова, јер се без ње дизач тегова може трајно озледити и не постићи очекиване резултате. Одмор од вежбања је подједнако битан.

## Кратка историја
Историјски посматрано, поменута грана спорта је практикована давно широм света, када су људи, пре свега, подизали тешко камење у такмичењима снаге. Први званични подаци говоре да је дизање било присутно у Египту, Кини и Грчкој. Ипак, модерно доба се везује за Европу и 19. век. Занимљиво је да је прво Светско првенство за мушкарце одржано 1891. и тада нису ни постојале категорије, а да су се припаднице лепшег пола избориле за планетарни шампионат тек 1987.
Међународна федерација основана је 1905. године и према доступним информацијама има 187 чланова са седиштем у Будимпешти.

## Олимпијска дисциплина
Олимпијска дисциплина се састоји од два дела. У првом дијелу се тег диже из једног потеза са земље до изнад главе, а у другом дијелу се, углавном са већим тежинама, тег диже до изнад кољена у једном трзају при чему се дизач обично спушта на кољена да би себи олакшао, затим диже на рамена опет спуштајући се према земљи и практично дижући тег ногама, и на крају увис, опет се помажући ногама.
Три судије надгледају процес. Када такмичар постигне циљ, сваки судија засветли бијелим светлом. Када бар двојица судија тако означе успјешно дизање, оно се сматра исправним. Ако судија сматра да дизање није било исправно, он то означи црвеним светлом. Тегови се морају подићи бар до нивоа кољена у року од 60 секунди. Ако такмичар два пута за редом покушава да дигне тег, дозвољено је 135 секунди за друго дизање.

## Историја на Олимпијским играма
Дизање тегова се први пут појавило на Олимпијским играма у Атини 1896. године, а потом и осам година касније у Сент Луису. У то време користиле су се различите технике дизања него данас и постојала је само једна категорија, без обзира на телесну тежину тела. Тек од Антверпена 1920. године, такмичари су били груписани по категоријама. Жене су први пут наступиле на Играма 2000. године, које су одржане у Сиднеју.
До сада је укупно подељено 620 медаља међу 64 нације. Освајачи медаља из Совјетског Савеза се и даље налазе на врху са чак 39 златних медаља. Други по реду су Кинези (31), а иза њих Американци са 16 медаља.

## Правила на Олимпијским играма
У Токију ће се одржати такмичење у обе конкуренције. Код мушкараца, учесници ће бити разврстани у категоријама: до 61, до 67, до 73, до 81, до 96 и преко 109 килограма. С друге стране, даме имају поделу: до 49, до 55, до 59, до 64, до 76, до 87 и преко 87 килограма. Дисциплина на ОИ се састоји из два дела. Први подразумева да се тег диже из једног потеза са земље до изнад главе. Касније када дођу веће тежине, тег се прво диже до изнад колена уједном трзају, потом на рамена, спуштајући се према земљи и на крају се диже увис ногама. Троје судија одлучује, а минимум двоје мора да дизање прогласе успешним. Неко правило каже, да би тег требало да се подигне до нивоа колена за 60 секунди, ипак, ако такмичар два пута покуша да подигне тег дозвољено је 135.
Сваком дизачу су дозвољена три покушаја, а комбиновање првог и другог дела се добија укупан резултат. Уколико дође до изједначења, спортиста који је први достигао поменуту тежину постаје победник.

## Тренинг
Олимпијски такмичари могу да вежбају сваки дан по пар сати. Међутим, у нормалним околностима, такмичари могу да вежбају највише три до четири пута недељно, сат или два дневно.
Код олимпијског дизања тегова, дизање се вежба за сваки потез посебно, и сваки посебно се доводи што ближе савршенству. Што је потез краћи, вежба се са већом тежином, и обрнуто.

## Такмичење

### Класе по тежини
Такмичари се распоређују у једну од осам категорија према својој тежини. Категорије су следеће:
 Мушкарци
- до 55  (неолимпијска категорија)
- до 61
- до 67
- до 73
- до 81
- до 89  (неолимпијска категорија)
- до 96
- до 102 kg (неолимпијска категорија)
- до 109
- преко 109+

 Жене
- до 45  (неолимпијска категорија)
- до 49
- до 55
- до 59
- до 64
- до 71  (неолимпијска категорија)
- до 76
- до 81  (неолимпијска категорија)
- до 87
- преко 87+

У свакој категорији такмичари се такмиче у обе врсте дизања тегова (у једном потезу и постепено), а награде се додељују најбољима у појединачним врстама дизања и комбиновано.
Такмичење контролише Међународно удружење дизача тегова, основано у Будимпешти 1905. године.

## Службена процедура
У свакој тежинској категорији, дизачи се такмиче у избачају и трзају. Награде се обично дају за највеће тежине подигнуте у сваком и за укупно максимално комбиновано подизање. Редослед такмичења зависи од дизача - такмичар који изабере најнижу тежину иде први. Ако су неуспешни на тој тежини, имају могућност да поново покушају на тој тежини или да покушају већу тежину након што су други такмичари направили покушаје на претходној тежини или другим средњим тежинама. Шипка се отежава постепено и напредује се до већих тежина током такмичења. Тегови су постављени у прираштајима од по једног килограма. Ако двоје спортиста подигне исту тежину, обоје су заслужни за то, али у погледу пласирања оној који је подигао ту тежину први добија виши пласман.
Током такмичења, прво се одржава трзајски догађај, након чега следи кратка пауза, а затим чисто дизање и избачај. Постоје двоје помоћних судија и један главни судија који заједно дају „успешан” или „неуспешан” резултат за сваки покушај на основу њиховог посматрања подизања у оквиру правила и прописа управног тела. Две успешне оцене су потребне за сваки покушај да се прође. Обично се резултати судија региструју преко система осветљења, при чему бело светло означава „успешно” подизање а црвено светло је знак за „неуспело” дизање. Ово се чини ради свих присутних спортиста, тренера, администратора или публике. Осим тога, један или два техничка званичника могу бити присутни као саветодавци током доношења одлука.

## Локална такмичарска правила
На локалним такмичењима, обично се додељује титула „најбољи дизач”. Она се додељује најбољим мушким и женским дизачима. Награда се заснива на формули која користи „Синклеров коефицијент”. Тај коефицијент изведен и одобрен од стране светског управног тела овог спорта и који омогућава узимање у обзир разлика у полу и телесној тежини. Када се формула примени на укупну подигнуту количину сваког такмичара, и када се резултати групишу, она даје нумерички резултат који одређује најбољег мушког и женског дизача такмичења. Обично је победник највеће тежинске класе подигао највећу свеукупну тежину током такмичења, међутим дизач у лакшој тежинској класи још увек може да подигне већу тежину релативно на сопствену телесну тежину, и да оствари већи Синклеров коефицијент, чиме осваја награду „најбољег дизача”.

## Шампиони
Од 1950-их до 1980-их година многи шампиони су потицали из бившег Совјетског Савеза и источне Европе. Анкета коју је Удружење спровело 1982. године представила Томија Кона као најбољег у историји. Томи Коно је заступао Сједињене Америчке Државе, постављајући 26 свјетских рекорда, освајајући 2 златне медаље на олимпијади (1952. и 1956) и олимпијску сребрну медаљу (1960). Василиј Алексејев из Совјетског Савеза је 80 пута поставио свјетски рекорд и освојио двије златне медаље током 1970-их и сматра се најбољим икад дизачем тегова у супертешкој категорији. Од тада, дизачи тегова из Ирана, Грчке и Турске су постизали велике успехе на међународном нивоу. У историји дизања тегова, само четири дизача тегова су успела да освоје три златне медаље на олимпијади. Наим Сулејманоглу из Турске, Пирос Димас и Каки Какијашвили из Грчке и Халил Мутлу из Турске.

## Табела
| Држава          | Златне медаље | Сребрне медаље | Бронзане медаље | Укупно |
| Совјетски Савез | 39            | 21             | 2               | 62     |
| Кина            | 31            | 15             | 8               | 54     |
| САД             | 16            | 16             | 12              | 44     |
| Бугарска        | 12            | 17             | 8               | 37     |
| Француска       | 9             | 3              | 3               | 15     |
| Иран            | 8             | 6              | 5               | 19     |
| Турска          | 8             | 1              | 2               | 11     |
| Немачка         | 6             | 7              | 7               | 20     |
| --------------- | ------------- | -------------- | --------------- | ------ |

## Дизање тегова у Србији
Тешко атлетски савез Србије је основан 18. јуна 1950. у Београду. Међутим, брзо је променио име у Савез за дизање тегова. Члан је бројних организација, међу којима се истичу: Европска федерација за дизање тегова, Евро – Азијска регионална асоцијација за дизање тегова, Медитеранска конфедерација за дизање тегова, Спортски савез Србије, Олимпијски комитет Србије итд.
Србија је имала само једног олимпијца давне 1996. у Атланти. У новије време, најближи одласку је био Тамаш Кајдочи 2016. године. Иако је било приче да ће да добије вајлд кард, то се није догодило.

## Занимљивости
Дизање тегова може да изгледа једноставно, али захтева врхунску физичку и менталну контролу. Подизање више од двоструке телесне тежине преко главе није само мобилизација сваког мишића у телу. Да би се постигао овај подвиг, потребан је фокус, врхунска техника и борбени дух. Потребно је да се тело и ум припреме уз способност да спортиста остане миран, опет под напором.

## Рекорди
Рекорд за категорију мушкараца до 56 kg тежине је 305 kg, а за мушкарце преко 105 kg тежине је 472,5 kg.